# Dylan O'Brien
Dylan Rhodes O'Brien (Nova Iorque, 26 de agosto de 1991) é um ator e músico norte-americano. Ele ficou conhecido por interpretar Stiles Stilinski na série de televisão da MTV americana Teen Wolf.
No cinema, é conhecido por atuar em filmes como A Primeira Vez, Os Estagiários e Horizonte Profundo e como o protagonista principal Thomas da adaptação da série distópica de ficção-científica Maze Runner. Também conhecido por seu papel em American Assassin, onde interpreta Mitch Rapp.
Em novembro de 2021 coestrelou juntamente com Sadie Sink o curta-metragem All Too Well: The Short Film, da cantora Taylor Swift. É o responsável por dar a voz ao famoso Bumblebee, cujo filme é intitulado pelo mesmo nome.

## Carreira

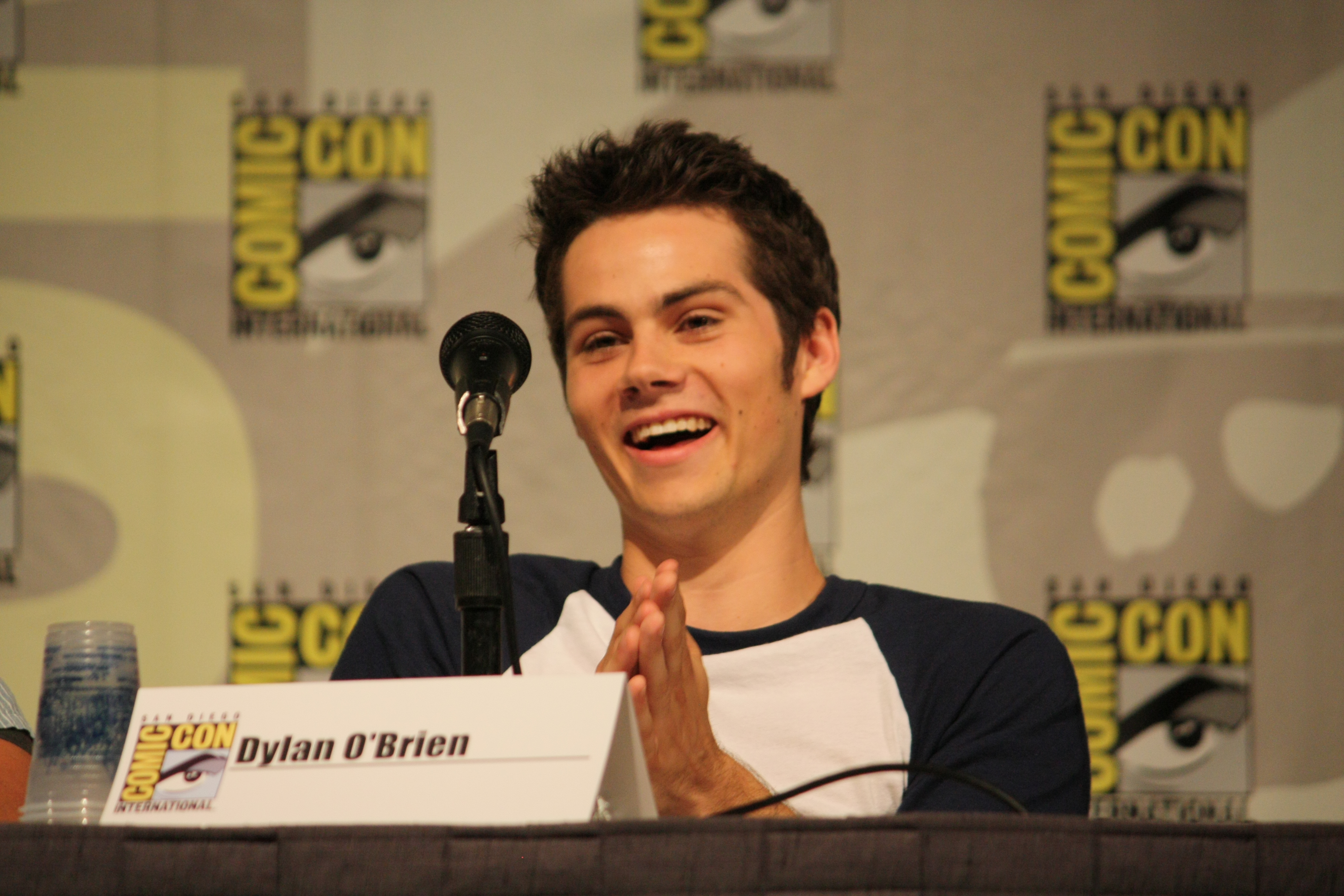
O'Brien em 2012

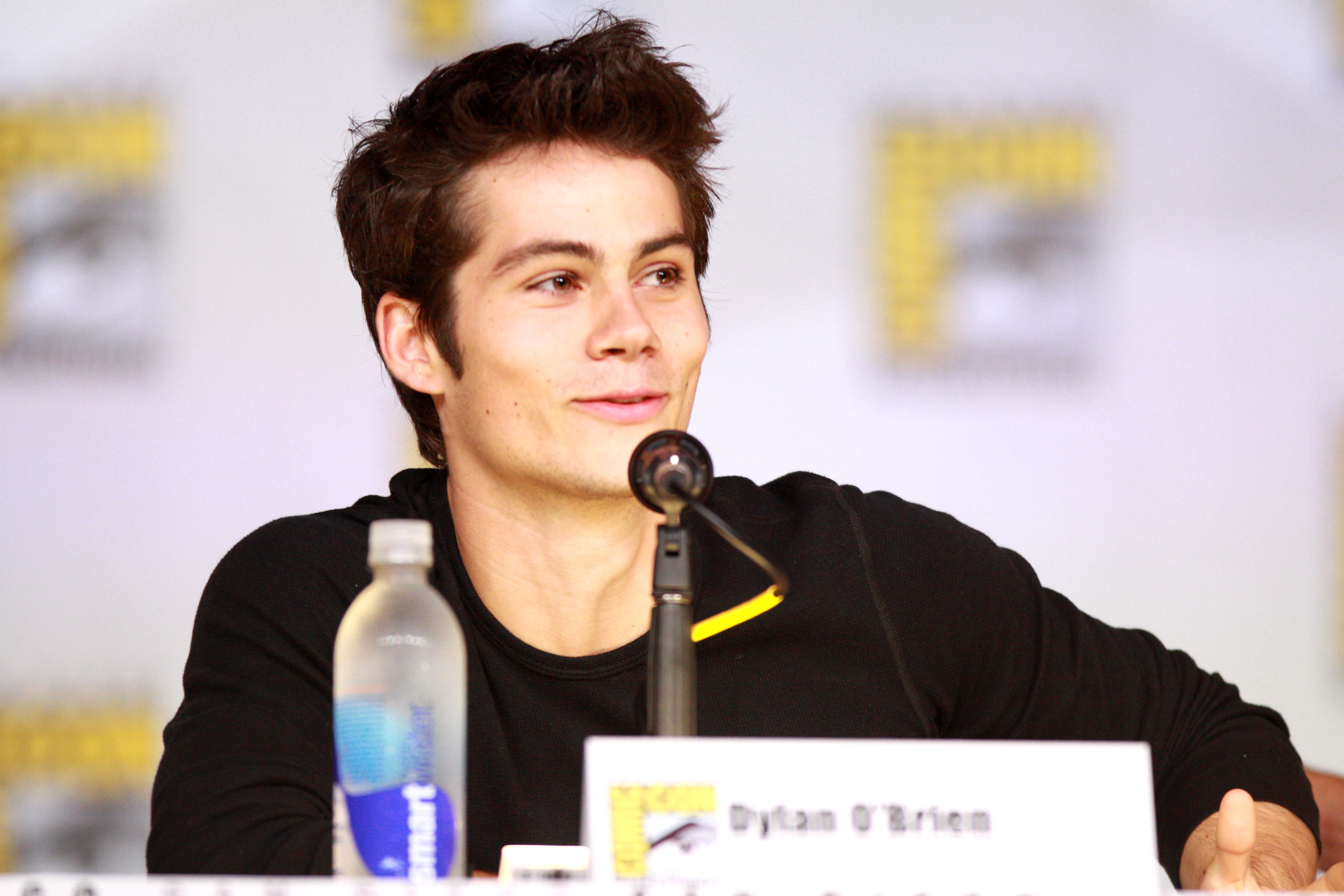
O'Brien em 2013

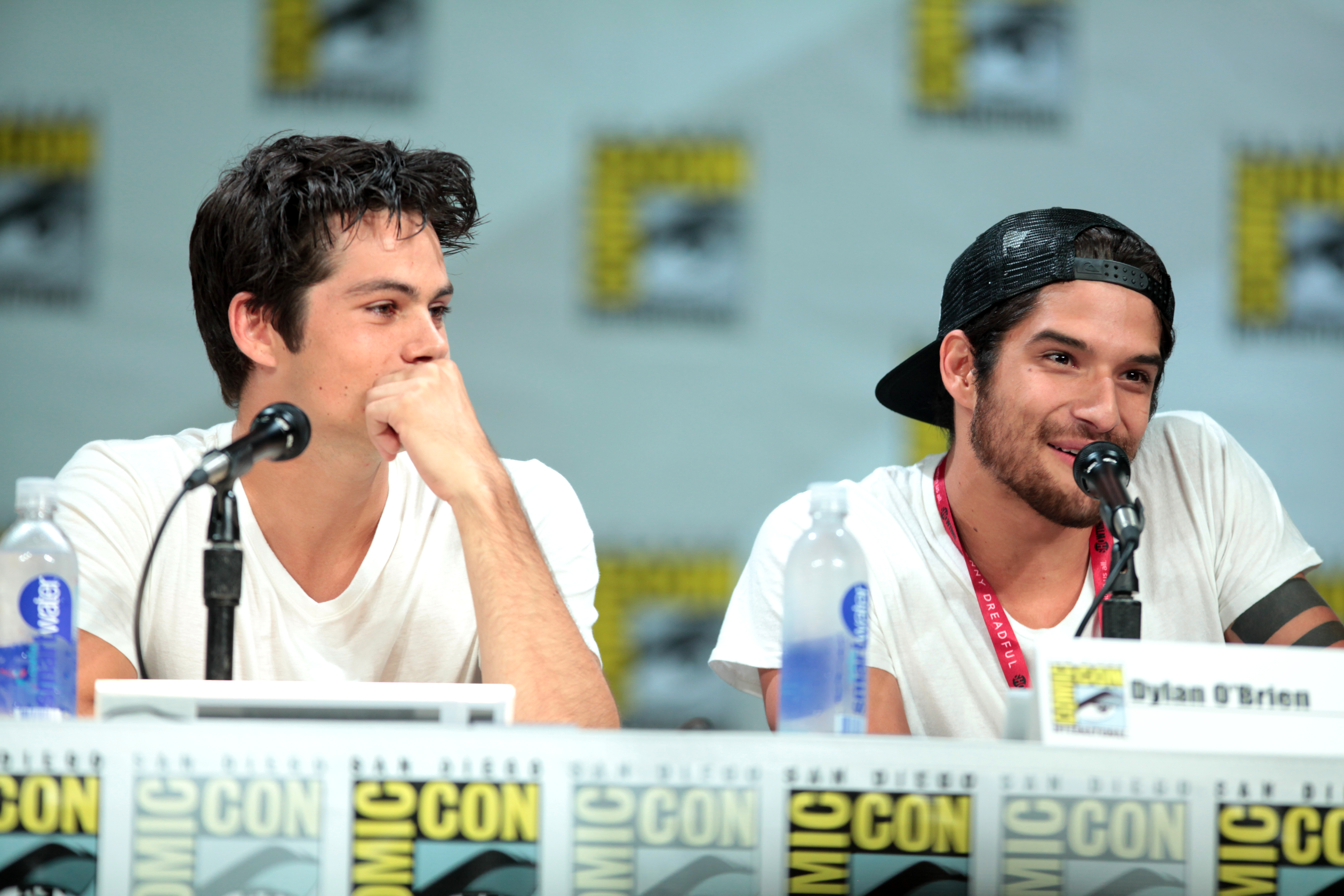
O'Brien e Tyler Posey na San Diego Comic-Con em 2014.

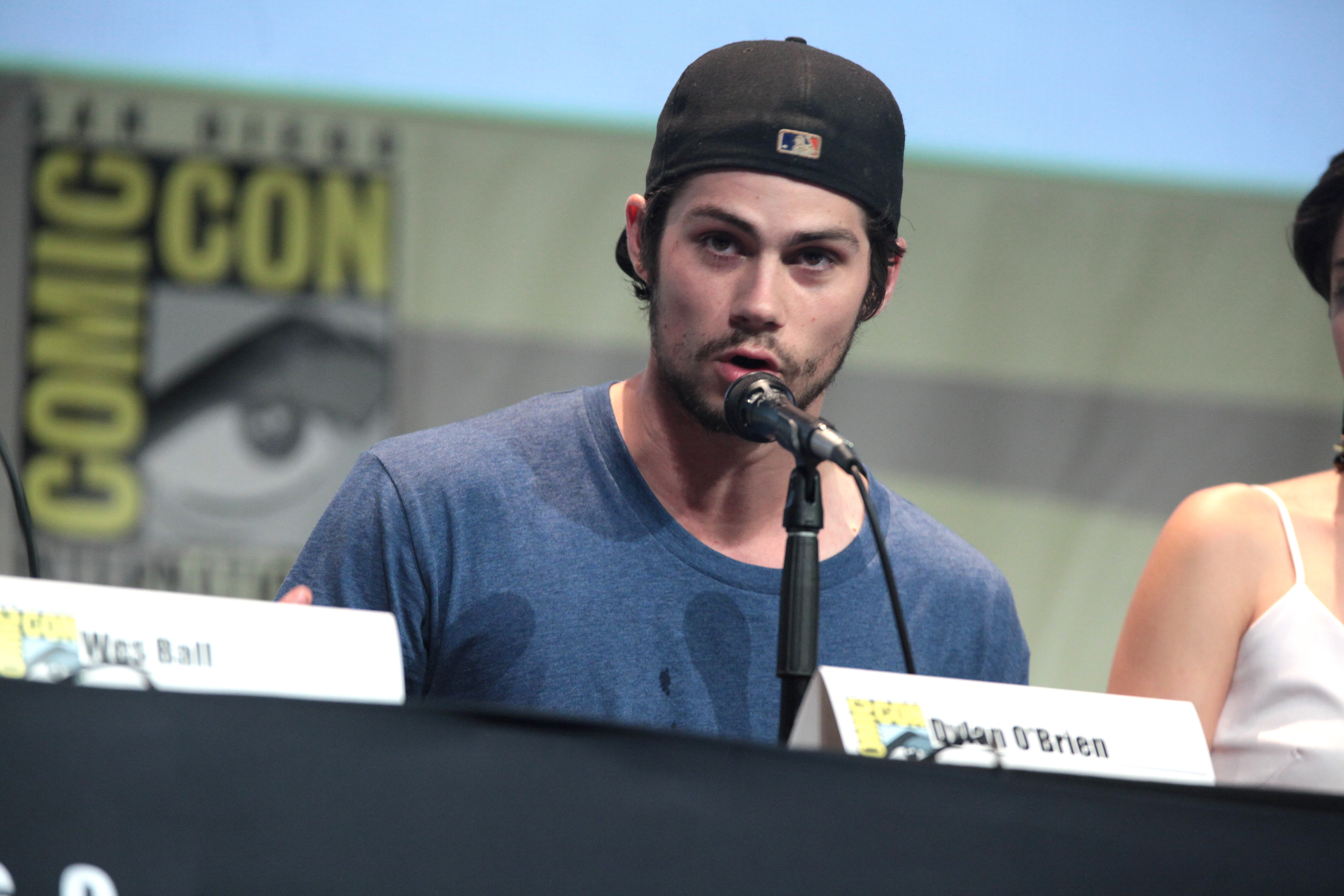
O'Brien em 2015

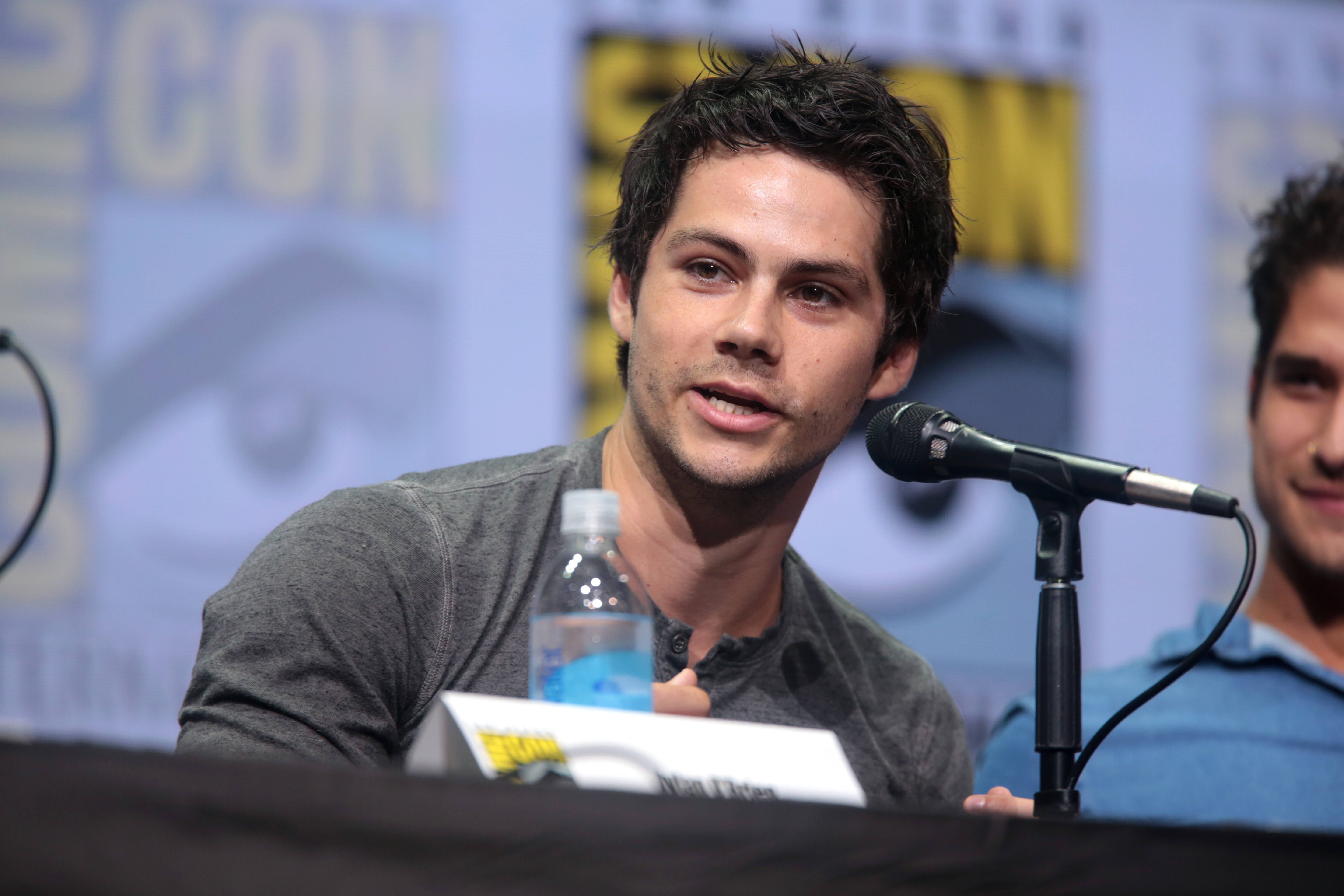
O'Brien em 2017

Influenciado por seus pais, Dylan cresceu sabendo como é o meio em que trabalha e até quis ser cinegrafista, assim como seu pai. Em uma entrevista, disse que sempre teve permissão para assistir a todos os filmes e por isso é um geek nisso. Aos dez ou onze anos, começou a brincar com uma câmera e fazer seus próprios vídeos. Aos quatorze anos, Dylan postou seus vídeos independentes no YouTube, se tornando popular. Seu canal Dis Be My Channel, tinha geralmente conteúdo humorístico e é um trocadilho para a frase em inglês This Be My Channel (ou  'Esse É o Meu Canal') , o seu upload mais popular de nome True Wannabe, é uma dublagem da música de maior sucesso das Spice Girls, o single Wannabe. Apesar de dizer em entrevista há alguns anos que nunca mais postaria em seu canal, o ator voltou a gravar e colocou um vídeo na internet, em abril de 2018, de aproximadamente 7 minutos intitulado "Life Of A Hollywood Actor" o qual tem estilo "vlogging" onde o ator faz sátiras aos vlogs do YouTube de forma direta e cômica. Seu canal no YouTube "MovieKidd826" tem aproximadamente 1 000 000 de inscritos.
Uma produtora local, nos meados de 2010, viu os vídeos do YouTube de Dylan e estava criando a web-série Sweety, e quis que ele fizesse parte do projeto. Essa foi sua primeira experiência atuando realmente. Foi também onde conheceu seu gerente de audição, que gostou do seu desempenho ao ponto de enviar seus vídeos para um amigo de uma empresa, a mesma a qual começou a cuidar das audições do garoto, que na época tinha menos de 20 anos.
Quando surgiu o primeiro convite para um programa da MTV em 2011, ele já com vinte anos, decidiu morar em Santa Monica. Tomou conhecimento sobre o projeto e ficou ainda mais animado com Teen Wolf, a série que é baseada na antiga história do filme de mesmo nome. Ao mesmo tempo, planejava fazer faculdade de cinema e entrou em um acordo com seus pais: ele iria para a escola de cinema desde que não fosse selecionado para o papel, vendo que as chances eram pequenas. De acordo com uma entrevista no programa de rádio SmodCast, foi lhe enviado um script para ser Scott McCall, o personagem principal, porém O'Brien informou que não tinha conhecimento prévio do filme de 1985, ele também disse que depois de ler o roteiro ficou imediatamente atraído pelo personagem de Stiles Stilinski, que faz parte do elenco principal e é o melhor amigo de Scott. Após quatro audições para o papel, recebeu elogios do diretor Jeff Davis e produtor Russell Mulcahy, obtendo a aprovação. Vale lembrar que a série já lhe rendeu muitos seguidores e prêmios como o Young Hollywood Awards e Teen Choice Awards.
Na terceira e quarta temporada de Teen Wolf, Dylan pode mostrar o quanto evoluiu como ator quando saiu de sua zona de conformo e interpretou Void Stiles, o espírito de um Nogitsune, totalmente frio, maldoso e psicopata, que possuía o corpo de Stiles (seu personagem na série), abrindo portas para o ator no ramo de personagens mais sérios.
Sua estreia no cinema foi na comédia High Road em 2011. No ano seguinte, protagonizou a comédia romântica A Primeira Vez ao lado de Britt Robertson. Em 2013, foi coadjuvante no filme Os Estagiários estrelado por Owen Wilson e Vince Vaughn.
Em 2014, foi escalado como o protagonista Thomas de Maze Runner: Correr ou Morrer. No ano seguinte, continuou com o personagem em Maze Runner: The Scorch Trials.
No começo de 2016 gravou o filme "Horizonte Profundo" ao lado de  Mark Wahlberg, Gina Rodriguez e Kurt Russell.
E em 18 de março de 2016, durante as gravações de Maze Runner: The Death Cure, Dylan sofreu um grave acidente.
Em uma das cenas de ação, Dylan acabou sendo atropelado e arrastado por um dos carros que estavam sendo usados na cena,  teve diversas fraturas no rosto, passou por algumas cirurgias e ficou oito meses em recuperação domiciliar. Logo depois de sua recuperação, Dylan voltou a gravar para a série de TV Teen Wolf, acabando as gravações da sexta e última temporada. Terminou as gravações do filme American Assassin, e para além disso acabou também de gravar o último filme da saga originária dos livros Maze Runner, sendo o último filme intitulado Maze Runner: A cura Mortal.
Ainda em 2018, Dylan foi responsável por dar voz do queridinho robô Bumblebee da saga transformers que teve seu filme próprio com estreia mundial no dia 8 de dezembro de 2018.
Ele também faz o papel de Fred em "The Education of Fredrick Fitzell" que tem estreia prevista para março de 2020. Além de interpretar Ceto no filme "The Bayou" que teve início das gravações previsto para o mês de Agosto de 2018 - o filme conta a história do jovem soldado "Ceto" que tem de escolher entre seu mentor, que o criou desde pequeno porém trabalha para um sindicato criminoso, e uma jovem de 15 anos que foi sequestrada pelo mesmo sindicato. Neste filme, Dylan trabalharia ao lado de Joey King e Gary Oldman mas infelizmente o filme teve as gravações adiadas por tempo indeterminado por falta de patrocínio.
Em 2019, Dylan atuou na nova minissérie do YouTube "Weird City" como Stu Maxsome no episódio de trinta minutos intitulado "The One", finalizou as gravações como o protagonista Joel Dawson para o filme "Love and Monsters" que estreou em abril de 2020 e esteve envolvido em um "Secret Project" que foi gravado na Georgia/USA. Interpretou Marcel Marceau quando jovem no filme que está em fase de pré-produção "Marceau". E no final de agosto foi escalado para o filme "Infinite" o qual irá estrelar novamente ao lado de Mark Wahlberg e tem estreia prevista para 7 de agosto de 2020.

## Vida pessoal
Nascido em Nova Iorque, é descendente de irlandeses por parte de pai e tem origem inglesa, italiana e espanhola por parte de mãe. Tem uma irmã mais velha chamada Julia e seus pais se chamam Lisa Rhodes e Patrick B. O'Brien - uma ex-atriz que dirigia uma escola de atores e um cinegrafista. Antes de se mudar com sua família para Hermosa Beach aos 12 anos, ele viveu em Springfield, um município no Condado de Union.
Se formou em 2009 pela Mira Costa High School, depois considerou em prosseguir como um locutor esportivo e possivelmente, trabalhar para os Mets, time de beisebol do qual é fã. Ele até pensou em frequentar a Syracuse University no segundo semestre desse mesmo ano, mas decidiu se mudar para Los Angeles e tentar a carreira de ator.
Dylan não tinha experiência alguma quando fez a audição para seu papel em Teen Wolf. Seu currículo continha apenas dois links para videos do YouTube, de seu próprio canal, e o nome de seu empresário. Quando recebeu o script do episódio piloto, originalmente estava escalado para o papel de Scott mas se identificou com Stiles e pediu para fazer o teste para o papel do mesmo.
O'Brien já morou com dois amigos e colegas de trabalho, Tyley Posey e Tyler Hoechlin, em um apartamento em Los Angeles, no começo das gravações de Teen Wolf. Em entrevista contou que numa noite enquanto davam uma festa, ele dançou com uma arvore de natal e disse ainda que seu amigo T. Hoechlin ficou muito bravo.
Dylan é baterista e já tocou nas bandas Dave Days e Slow Kids At Play. Foi expulso de sua banda de amigos Slow Kids At Play, por conta de sua agenda lotada e disse em entrevista que foi da maneira mais engraçada e inesperada que poderia ter acontecido "Eu recebi um vídeo dos meus amigos da banda pelo Snapchat e pensei, legal devem estar sentindo minha falta, mas quando abri o video eles estavam tocando com outro baterista e me disseram, cara você foi substituído" disse ele.
Dylan namorou a atriz Britt Robertson de 2012 - ano em que se conheceram e protagonizaram juntos no filme The First Time - a meados de 2018. Cujo termino foi confirmado por um amigo pessoal do ator via twitter com a frase "He's single guys, chill out." que se traduz para "Ele está solteiro galera, relaxa." quando contestado por uma fã do ator. Confirmado também pela própria atriz via Instagram.
No dia 5 de setembro de 2017, Dylan O'Brien teve seu dia de fã, onde realizou o grande sonho de conhecer pessoalmente os jogadores de seu time favorito de baseball, o Mets e dia o qual ele teve o grande prazer de lançar a primeira bola do jogo, com um arremesso perfeito.
Atualmente Dylan, tem demonstrado grande interesse por assuntos políticos, e faz questão de mostrar sua opinião quanto a diversos assuntos polêmicos em seu twitter. Além de demonstrar total apoio ao trabalho de seus colegas. O rapaz, faz o uso de seu twitter para promover filmes independentes de seus colegas, falar de assuntos polêmicos e de sua paixão pelo Mets.
O ator está mais presente na mídia do que em qualquer outro período - indo a diversos premieres de filmes de amigos e conhecidos, saindo com os amigos da época de escola e indo a Comic-Con San Diego com seu grande amigo, Tyler Posey, etc.
Em novembro de 2019, o ator voltou a ser oficialmente o baterista da banda Slow Kids At Play.[carece de fontes?]

## Filmografia

### Cinema
| Ano       | Título                         | Papel             | Notas                   |
| --------- | ------------------------------ | ----------------- | ----------------------- |
| 2011      | High Road                      | Jimmy             | Coadjuvante             |
| 2012      | A Primeira Vez                 | Dave Hodgman      | Protagonista            |
| 2013      | Os Estagiários                 | Stuart            | Coadjuvante             |
| 2014      | Maze Runner: Correr ou Morrer  | Thomas            | Protagonista            |
| 2015      | Maze Runner: The Scorch Trials | Thomas            | Protagonista            |
| 2016      | Deepwater Horizon              | Caleb Holloway    | Protagonista            |
| 2017      | American Assassin              | Mitch Rapp        | Protagonista            |
| 2018      | Maze Runner: The Death Cure    | Thomas            | Protagonista            |
| 2018      | Bumblebee                      | Bumblebee         | Protagonista / Dublagem |
| 2020      | Flashback                      | Fred              | Protagonista            |
| Cancelado | The Bayou                      | Ceto              | Protagonista            |
| 2020      | Love and Monsters              | Joel Dawson       | Protagonista            |
| 2020      | Infinite                       | Heinrich Treadway | Coadjuvante             |
| 2021      | Marceau                        | Jovem Marcel      |                         |
| 2021      | All Too Well: The Short Film   | Ele mesmo         | Curta-metragem          |
| 2022      | The Outfit                     | Richie Boyle      |                         |
| 2022      | Not Okay                       | Colin             |                         |
| 2023      | Maximum Truth                  | Simon             |                         |
| 2024      | Ponyboi                        | Vinnie            |                         |
| 2024      | Saturday Night                 | Dan Aykroyd       |                         |
| 2024      | Caddo Lake                     | Paris Lang        |                         |
| 2025      | Twinless                       | Roman / Rocky     |                         |
| TBA       | Anniversary                    |                   | Pós-produção            |
| TBA       | Send Help                      |                   | Filmando                |

### Televisão
| Ano       | Título                       | Papel            | Notas                                             |
| --------- | ---------------------------- | ---------------- | ------------------------------------------------- |
| 2011–2017 | Teen Wolf                    | Stiles Stilinski | Papel principal                                   |
| 2013      | First Dates with Toby Harris | Peter            | Curta-metragem da websérie; episódio: "Roommates" |
| 2013      | New Girl                     | O Cara           | Episódio: "Virgins"                               |
| 2019      | Weird City                   | Stu Maxsome      | Episódio: "The One"                               |
| 2020      | Amazing Stories              | Sam Taylor       | Episódio: "The Cellar"                            |
| 2021      | Curb Your Enthusiasm         | Ele mesmo        | Episódio: "Angel Muffin"                          |
| 2023      | The Other Two                | Ele mesmo        | Episódio: "Cary Becomes Somewhat of a Name"       |
| 2024      | Fantasmas                    | Dustin           | Episódio: "The Little Ones"                       |

### Internet
| Ano     | Título                             | Papel         | Notas                                                      |
| ------- | ---------------------------------- | ------------- | ---------------------------------------------------------- |
| 2011    | Charlie Brown: Blockhead's Revenge | Charlie Brown | Curta-metragem do Funny or Die                             |
| 2013    | First Dates with Toby Harris       | Peter         | Websérie do Yahoo!; Temporada 2, Webisódio 18: "Roommates" |
| 2008–18 | moviekidd826                       | Ele mesmo     | Canal de autoria própria no YouTube                        |
| 2019    | Weird City                         | Stu Maxsome   | Minissérie - Temporada 1, Episódio 1                       |

## Prêmios e indicações
| Ano  | Prêmio                      | Categoria                                                                     | Trabalho indicado              | Resultado | Ref.          |
| ---- | --------------------------- | ----------------------------------------------------------------------------- | ------------------------------ | --------- | ------------- |
| 2013 | Young Hollywood Awards      | Melhor Elenco (com Tyler Posey, Crystal Reed, Holland Roden e Tyler Hoechlin) | Teen Wolf                      | Vencedor  | [ 13 ]        |
| 2014 | Prémios Teen Choice         | Melhor Vilão em TV                                                            | Teen Wolf                      | Vencedor  | [ 14 ]        |
| 2014 | Giffoni Film Festival       | Prêmio Experiência                                                            | Ele mesmo                      | Honrado   | [ 15 ]        |
| 2014 | Young Hollywood Awards      | Ator Revelação                                                                | Ele mesmo                      | Vencedor  | [ 16 ]        |
| 2014 | NewNowNext Awards           | Melhor Ator em Filme Lançamento                                               | Maze Runner: Correr ou Morrer  | Indicado  | [ 17 ]        |
| 2015 | Melty Future Awards         | Prêmio internacional Masculino                                                | Ele mesmo                      | Vencedor  | [ 18 ]        |
| 2015 | MTV Movie Awards            | Melhor Performance Assustadora                                                | Maze Runner: Correr ou Morrer  | Indicado  | [ 19 ] [ 20 ] |
| 2015 | MTV Movie Awards            | Melhor Revelação                                                              | Maze Runner: Correr ou Morrer  | Vencedor  | [ 19 ] [ 20 ] |
| 2015 | MTV Movie Awards            | Melhor Luta (com Will Poulter)                                                | Maze Runner: Correr ou Morrer  | Vencedor  | [ 19 ] [ 20 ] |
| 2015 | MTV Movie Awards            | Melhor Herói                                                                  | Maze Runner: Correr ou Morrer  | Vencedor  | [ 19 ] [ 20 ] |
| 2015 | Prémios Teen Choice         | Melhor Ator em Filme: Ação/Aventura                                           | Maze Runner: Correr ou Morrer  | Indicado  | [ 21 ]        |
| 2015 | Prémios Teen Choice         | Melhor Química em Filme (com Thomas Brodie-Sangster)                          | Maze Runner: Correr ou Morrer  | Indicado  | [ 22 ]        |
| 2015 | Prémios Teen Choice         | Ladrão de Cena em TV                                                          | Teen Wolf                      | Vencedor  | [ 22 ]        |
| 2016 | Prémios Teen Choice         | Melhor Ator em Filme: Ação/Aventura                                           | Maze Runner: The Scorch Trials | Vencedor  | [ 23 ]        |
| 2016 | Prémios Teen Choice         | Melhor Química em Filme (com Thomas Brodie-Sangster)                          | Maze Runner: The Scorch Trials | Vencedor  | [ 24 ]        |
| 2016 | Prémios Teen Choice         | Melhor Ator em TV no Verão                                                    | Teen Wolf                      | Vencedor  | [ 24 ]        |
| 2016 | Prémios Teen Choice         | Melhor Ator AnTEENcipado em Filme                                             | Deepwater Horizon              | Vencedor  | [ 25 ]        |
| 2017 | Prêmios Teen Choice         | Melhor Ator de TV: Ficção Cientifica/Fantasia                                 | Teen Wolf                      | Vencedor  | [ 26 ]        |
| 2018 | Prêmios Teen Choice         | Melhor Ator em Filme: Ação/Aventura                                           | Maze Runner: A Cura Mortal     | Indicado  | [ 27 ]        |
| 2025 | Festival Sundance de Cinema | Prêmio Especial do Júri Dramático dos Estados Unidos para Atuação             | Twinless                       | Vencedor  | [ 28 ]        |